# Cybocephalidae
Cybocephalidae is een familie van kevers.
In Nederland is Cybocephalus politus de enige waargenomen soort uit deze familie.

## Geslachten
Geslachten staan hieronder vermeld met het aantal soorten tussen haakjes.

- Cybocephalus Erichson, 1844 (198)
- Endrodiellus  (1)
- Hierronius  (3)
- Horadion  (2)
- Pastillodes  (2)
- Pastillus  (2)
- Pycnocephalus  (3)
- Taxicephomerus  (1)